# Pasquale Rizzoli

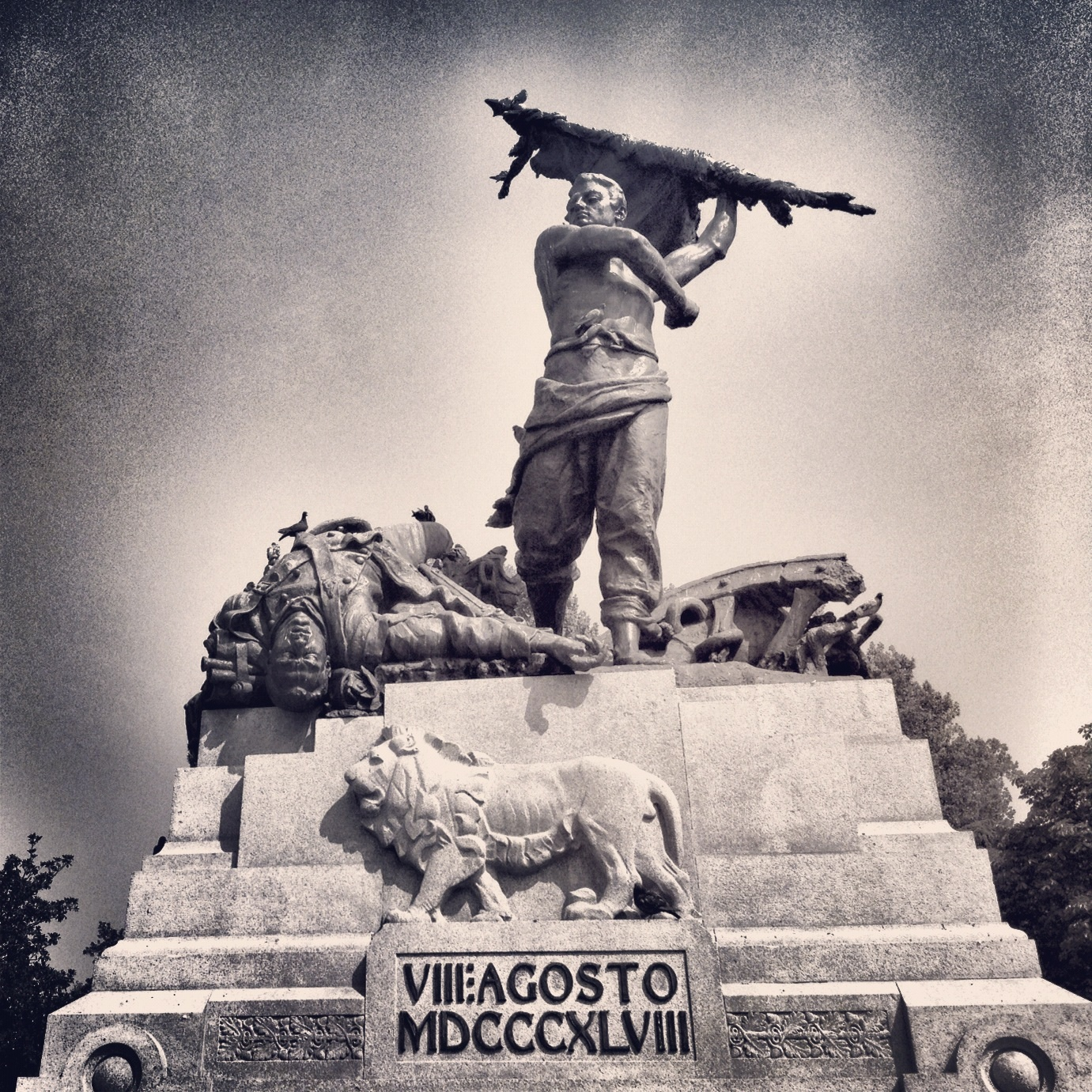
Monumento a los caídos del 8 de agosto de 1848, instalado en Bolonia.

Pasquale Rizzoli fue un escultor nacido el 9 de abril de 1871 en Bolonia, Italia en el seno de una familia de ricos mercaderes. Entre sus obras se encuentra el Monumento a los caídos del 8 de agosto de 1848, instalado en Bolonia.

## Biografía
Se casó con Adelinda Serra Zanetti en mayo de 1896. Rizzoli fue alumno de Salvino Salvini en la Accademia di Belle Arti of Bologna. Aparte de su obra más famosa, una escultura de bronce que se encuentra en el Parco della Montagnola de su ciudad natal, muchas de sus obras se encuentran en la Cartuja de Bolonia.

## Estilo
El estilo artístico de Rizzoli se caracteriza por una mezcla de realismo con un interés en los efectos de la luz y el naciente art nouveau. Esta combinación es evidente, por ejemplo, en su escultura para la familia Possenti-Vecchi en cual las caras son de estilo realista pero donde se pueden encontrar muchos detalles ornamentales.
Al progresar su carrera empezó a preferir el art nouveau frente al realismo de antaño. Su esilo maduro puede ser visto en la tumba monumental de la familia Ferrari (1928).
En la última etapa de su vida, el escultor enfrentó una difícil dicotomía: su deseo de realizar esculturas enfrentado a su desdeño por el gusto general de la época, el cual encontraba ausente. Rizzoli no quiso renovar su estilo y dejó de exhibir sus obras.

## Legado
A pesar de haber producido menos al final de su carrera Rizzoli tuvo un impacto fundamental en el panorama artístico Boloñés a comienzos del siglo XX. Su influencia continuó hasta la mitad del siglo debido a su habilidad al analizar, personalizar, y sintetizar las tendencias artísticas europeas del momento.
.